# 西方ギリシア文字

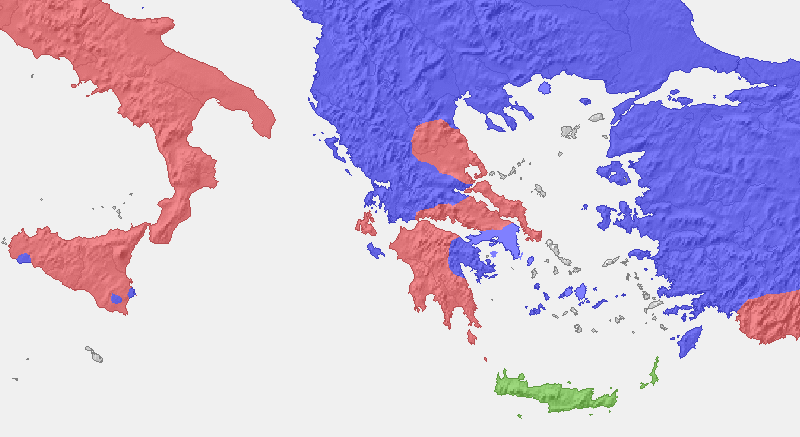
Kirchhoff (1887) による文字形分類
----
西方（クマエ、エウボイア）
東方（イオニア、アッティカ、コリントス）
南方（クレタ）

西方ギリシア文字（せいほうギリシアもじ、Western Greek alphabet）とは、初期ギリシア文字群のうち（紀元前8世紀から紀元前5世紀頃まで）、西方地域に分布したギリシア文字（および字形）の総称。後にギリシアでは標準となった東方の字形（東方ギリシア文字）とは差があり区別される。
これに先立つ最初期のギリシア文字はフェニキア文字を元として、ギリシア語に必要な5種類の母音を表すことが可能なアルファベットを創った（母音字を作るために、文字の転用およびΥ [u] の追加を行なった）。なおそれを受け継いだクレタ（南方ギリシア）ではその後もこれを長く用いた。
これに対し、西方ギリシア文字ではさらに Φ、Χ、Ψ の文字を付け加え、これらの帯気音・子音結合を一文字で表した。ペロポネソス半島、エウボイア島周辺、イタリア半島、アナトリア半島の一部（リュキア文字）で使用された。エウボイア文字（Euboean alphabet）・カルキス文字（Chalcidian alphabet）とも呼ばれる。
この文字は、エウボイア島（ユービア島）から、イスキア島やイタリア半島の植民市・クマエへ持ち込まれ、ほぼそのままの形で最初期のエトルリア文字・ラテン文字などの古イタリア文字として用いられ派生していった。この流れは歴史的に重要視され、クマエ文字（Cumaean alphabet）とも呼ばれる。

## 概要
ギリシア文字の分類は大きく3種類の類型に区別される。
- アドルフ・キルヒホフ（英語版）の著書では3種類の類型に区別し、折り込まれた地図の中でほぼ最初期を保った南方（クレタ）ギリシア文字が緑色、西方ギリシア文字が赤色、東方ギリシア文字が青色で塗り分けられていたため[1]、この色で呼ぶ習慣がある。

これらの区別は、帯気音 [pʰ kʰ] 及び子音結合 [ps ks] をどのように表すか、および新たな文字 Φ、Χ、Ψ の導入の有無などの点で異なる。
- 南方（緑） - これらの帯気音は2文字 ΠH、KH （もしくは一文字 Π、K ）で表記する。子音結合も2文字ΠΣ KΣで表記する。
- 西方（赤） - Φ で [pʰ]、Ψで [kʰ]を表し、Χ で [ks]、ΠΣで[ps]を表す。
- 東方（青） - Φ で [pʰ]、Χ で [kʰ] を表し、
  - 薄い青（アッティカ、キュクラデス諸島）では [ps ks] は ΦΣ ΧΣ で表す。
  - 濃い青（それ以外の地域）ではΨ で [ps] 、Ξ で [ks]を表す。

ほかに、s の音を表すのにΣ（シグマ）とϺ（サン）のどちらを使うかについても地域差があった。
- サンは南方ギリシア文字地域のクレタ・テーラ・メーロスおよびギリシア本土の東方ギリシア文字地域の一部（コリントス・シキュオーン・アカイア・メガラ）、西方ギリシア文字地域のポーキスなどで使われた[注釈 4]。
- それ以外ではシグマが使われた[3]。

## 消滅
西方ギリシア文字は紀元前4世紀の中頃までに消滅した。これは東方ギリシア文字がギリシア語圏のほぼすべてへ広がり標準の地位を獲得したためである。ただしイタリア半島では西方ギリシア文字を受け継ぎ、その後も用いられた。

### 東方ギリシア文字
紀元前6世紀に、東方ギリシア文字地域にあたる小アジア（イオニア）のミレトスで、長い ē ō を表す文字 Η、Ω が考案された。また、イオニア方言で使われない文字（ w の音を表す文字など）が削除され、24文字からなるアルファベットが成立した。紀元前5世紀になるとこのミレトス・アルファベットがほかの地域でも使われるようになった（アッティカでは紀元前403/402年に採用した）。

## 一覧
| フェニキア文字 |            |   |   |   |   |   |   |    |   |   |    |   |   |   |   |   |    |   |   |   |   |   |   |   |   |    |    |    |    |   |
| 南方           | （緑）     |   |   |   |   |   | * |    |   | — |    |   |   |   |   |   | —  |   |   |   |   |   |   |   | * | —  | —  | —  | —  | — |
| 西方           | （赤）     |   |   |   |   |   | * |    |   | — |    |   |   |   |   |   | —  |   |   |   |   |   |   |   | * |    |    |    | —  | — |
| 東方           | （薄い青） | — |   |   |   |   | * |    |   | — |    |   |   |   |   |   | —  |   |   |   |   |   |   |   | * |    |    |    | —  | — |
| 東方           | （濃い青） | — |   |   |   |   | * |    |   | — |    |   |   |   |   |   |    |   |   |   |   |   |   |   | * |    |    |    |    | — |
| イオニア       | イオニア   | — | — | — |   | — | — |    |   |   |    |   |   |   |   |   |    |   |   |   |   |   |   |   | * |    |    |    |    |   |
| 現代の文字     | 現代の文字 | Α | Β | Γ | Δ | Ε | — | Ζ  | — | Η | Θ  | Ι | Κ | Λ | Μ | Ν | Ξ  | Ο | Π | — | — | Ρ | Σ | Τ | Υ | —  | Φ  | Χ  | Ψ  | Ω |
| 音価           | 音価       | a | b | g | d | e | w | zd | h | ē | tʰ | i | k | l | m | n | ks | o | p | s | k | r | s | t | u | ks | pʰ | kʰ | ps | ō |

- ギリシア文字の Ϝ（子音字：[w]）とΥ（母音字：[u]）とは区別される文字だが、元来のフェニキア文字は同一文字であり、その異形字（前者はࠅ[6]）を採用することでギリシア語の音を区別した[7]。